# Rob-B-Hood
Rob-B-Hood (寶貝計劃?, Bo bui gai wak) (anche conosciuto come Robin-B-Hood) è un film del 2006 diretto da Benny Chan.
Il film, con protagonisti Jackie Chan, Louis Koo, Yuen Biao e Michael Hui, è stato prodotto con un budget di 16,8 milioni di dollari ed è stato filmato fra il dicembre 2005 ed il gennaio 2006. Rob-B-Hood è il primo film in oltre trenta anni nel quale Jackie Chan interpreta un personaggio negativo. Si tratta della terza collaborazione del regista Benny Chan con Jackie Chan, dopo Senza nome e senza regole e New Police Story.
Il film racconta la storia di un rapimento andato male a Hong Kong.

## Trama
Una banda di ladri composta da Thongs, Octopus e Landlord rapisce un neonato da una famiglia facoltosa a nome della Triade. Quando Landlord viene arrestato, Thongs e Octopus si devono prendere cura per un breve periodo del neonato, finendo per affezionarsene. Riluttanti a consegnare il bambino, alla fine i due saranno costretti a proteggerlo dalle triadi che li hanno assunti all'inizio.

## Distribuzione
Rob-B-Hood è stato distribuito ad Hong Kong ed in Cina il 29 settembre 2006, ed ha generalmente ottenuto recensioni positive. Nell'ottobre 2006 il film è stato il più visto ai box office cinesi, e benché non abbia avuto una distribuzione ufficiale in America Settentrionale e in molte parti d'Europa, il film è riuscito ad incassare 21.836.580 di dollari in tutto il mondo.